# جوش أوسبورن
جوش أوسبورن (بالإنجليزية: Josh Osborne)‏ هو مغن مؤلف أمريكي، ولد في 1980 في Virgie, Kentucky ‏ في الولايات المتحدة.
بعد سنوات من صقل مهارته، أصبح مؤلف الأغاني جوش أوزبورن الحائز على جائزة غرامي أحد مؤلفي الأغاني المفضلين في المشهد الموسيقي في ناشفيل.  بعد أن سجل أغنيته الأولى رقم 1 في عام 2012 مع أغنية "Come Over" لكيني تشيسني، حقق أوزبورن نجاحًا مذهلاً حقًا.  لم يصبح جوش غريبًا على قمة قوائم Country Airplay بأغاني مثل "Drunk Last Night" لفرقة Eli Young Band، و"My Eyes" و"Sangria" لبليك شيلتون، و"Leave The Night On" والأغنية المرشحة لـ CMA العام "خذ وقتك" لأفضل فنان جديد سام هانت، "نحن الليلة" لبيلي كورينغتون، ثاني # 1 مع تشيسني، "وايلد تشايلد" وتصدر الرسم البياني لكيث أوربان، "جون كوغار، جون ديري، جون 3:16 ". 
بالإضافة إلى الأغاني التي حققت المركز الأول، استمتع جوش بالنجاحات الإذاعية مع كريس يونغ، وذا باند بيري، وكيلي كلاركسون، وتيم ماكجرو، وجيك أوين وغيرهم الكثير. في عام 2014، حصل أوزبورن على جائزة غرامي المرموقة لأفضل أغنية ريفية والتي ذهبت إلى أغنية "Merry Go 'Round" التي سجلها كاسي موسغرافس.  وفي عام 2014 أيضًا، تم تكريم جوش بإضافة اسمه إلى الطريق السريع لموسيقى الريف المرموق الذي يمر عبر ولاية كنتاكي وبالقرب من مسقط رأسه في فيرجي.  
تم ترشيح جوش لعدة جوائز CMA، ولديه ترشيحان لجائزة ACM Songwriter لهذا العام، كما حصل أيضًا على جائزة ASCAP Song of the Year عن أغنية "Leave The Night On" في حفل توزيع جوائز ASCAP لعام 2015.
مع ما يقرب من 90 أغنية مسجلة في رصيده، يتطلع جوش أوزبورن إلى مواصلة حضوره في مجتمع موسيقى الريف.